# Nacktstängelige Kugelblume
Die Nacktstängelige Kugelblume (Globularia nudicaulis) ist eine Pflanzenart, die zur Gattung Kugelblumen (Globularia) in der Familie der Wegerichgewächse (Plantaginaceae) gehört.

## Beschreibung und Ökologie

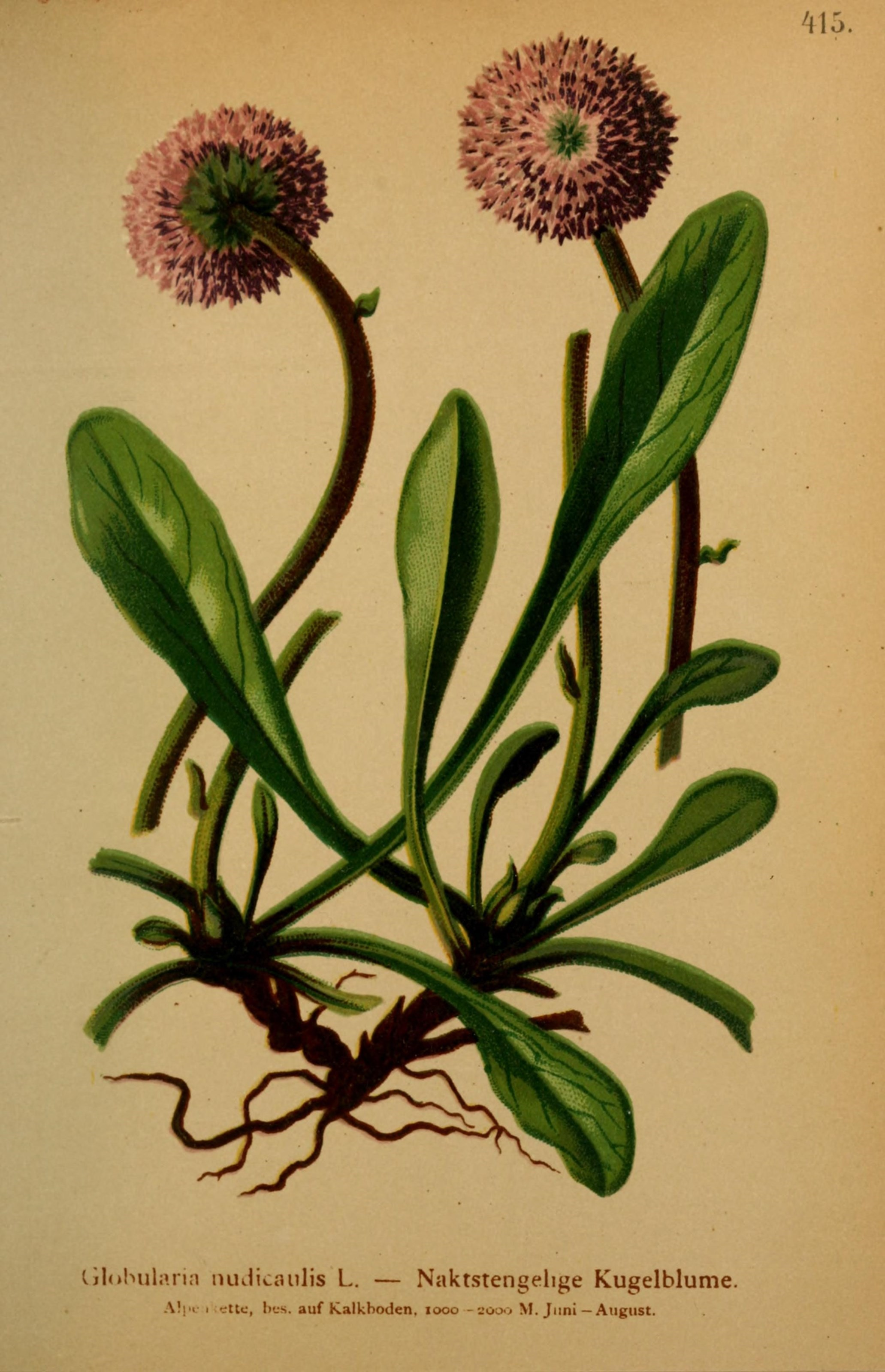
Illustration aus Atlas der Alpenflora

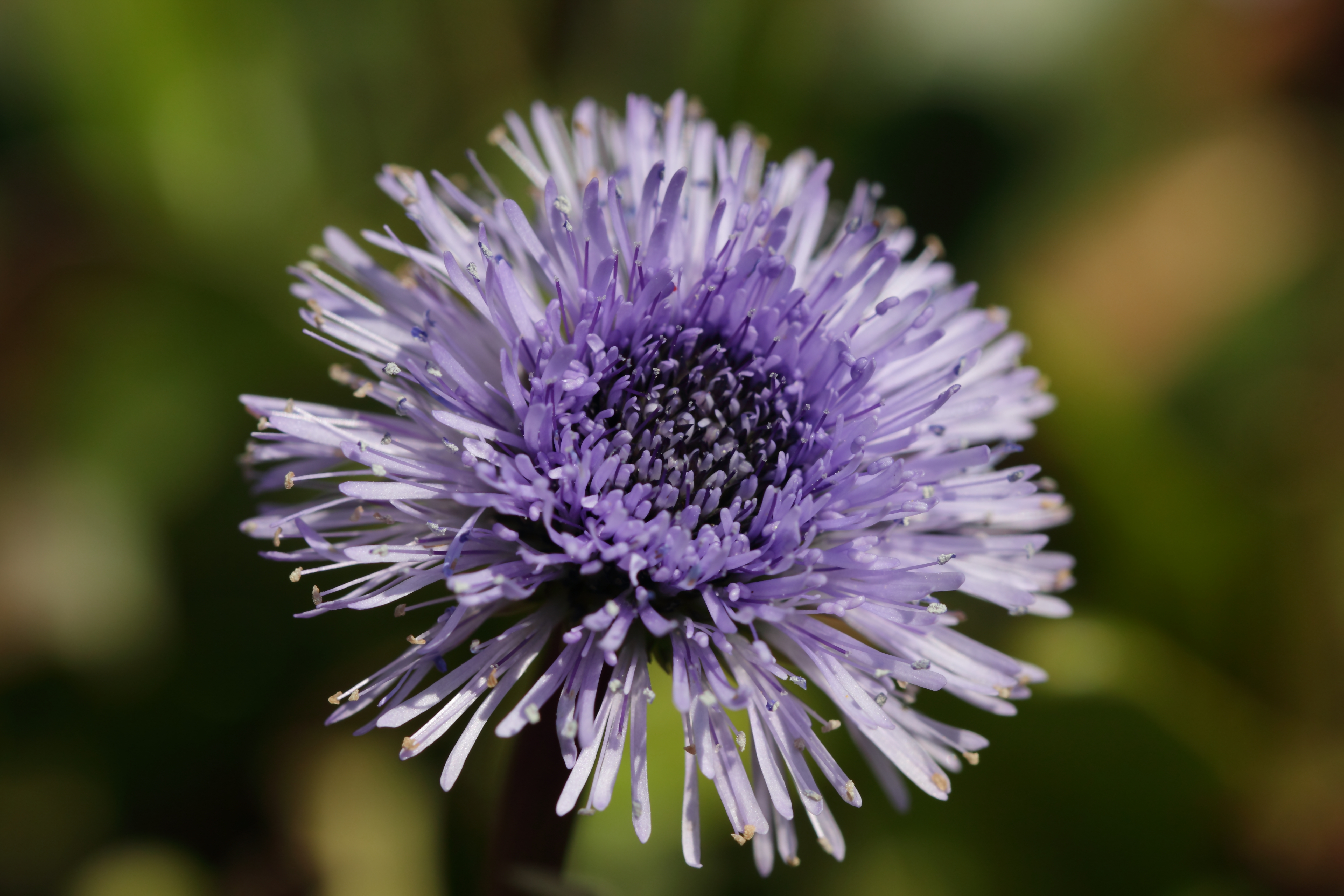
Blütenstand

### Vegetative Merkmale
Die Nacktstängelige Kugelblume wächst als ausdauernde krautige Pflanze und erreicht Wuchshöhen von 5 bis 25 Zentimetern. Der Stängel ist blattlos (Name!).
Alle Laubblätter sind grundständig. Die Blattspreite verschmälert sich allmählich in den Blattstiel. Die einfache Blattspreite ist bei einer Länge von 5 bis 9, selten bis 15 Zentimetern sowie einer Breite von 1 bis 2,5 Zentimetern meist verkehrt-eiförmig-lanzettlich mit gerundetem bis leicht ausgerandetem oberem Ende. Der Blattrand ist glatt.

### Generative Merkmale
Die Blütezeit reicht von Juni bis Juli. Die Blüten sind in großer Zahl zu einem kugeligen Blütenstand mit einem Durchmesser von 18 bis 25 Millimetern vereinigt, wodurch eine Signalwirkung für Bestäuber entsteht. Die blauvioletten Kronblätter sind 10 bis 12 Millimeter lang und besitzen oft eine verkümmerte Oberlippe. Die Blütenkronröhre ist so eng, dass nur Falter mit ihren dünnen Rüsseln den Nektar erreichen.
Die Chromosomenzahl beträgt 2n = 16 oder 24.

## Ökologie
Die Nacktstängelige Kugelblume wird vom Rostpilz Puccinia globulariae mit Telien befallen.

## Vorkommen
Die Nacktstängelige Kugelblume gedeiht in den Gebirgen in Südwest- und Mitteleuropa. Sie hat Vorkommen in Spanien, Frankreich, Deutschland, in der Schweiz, in Italien, Österreich, Slowenien und Kroatien. In Österreich kommt sie zerstreut vor, sie fehlt in Burgenland und Wien.
Sie gedeiht in obermontanen bis alpinen Höhenstufen. Diese kalkstete Pflanze gedeiht meist auf Magerrasen, in Zwergstrauchheiden, lichten Föhrenwälder sowie Legföhrengebüschen. Sie ist in Mitteleuropa eine Charakterart  der Ordnung Seslerietalia, sie kommt aber auch in Pflanzengesellschaften des Mesobromion oder des Erico-Pinion vor. In den Allgäuer Alpen steigt sie am Nebelhorn bis in Höhenlagen von 2100 Metern auf; sie wurde aber auch schon auf dem Widdersteingipfel im Kleinen Walsertal bei Höhenlagen von 2500 Metern beobachtet. Die Art ist in Deutschland durch die BArtSchV besonders geschützt.
Die ökologischen Zeigerwerte nach Landolt & al. 2010 sind in der Schweiz: Feuchtezahl F = 2+ (frisch), Lichtzahl L = 4 (hell), Reaktionszahl R = 4 (neutral bis basisch), Temperaturzahl T = 2 (subalpin), Nährstoffzahl N = 2 (nährstoffarm), Kontinentalitätszahl K = 3 (subozeanisch bis subkontinental).